# Chilcotin-Krieg
Der Chilcotin-Krieg bezeichnet eine Auseinandersetzung zwischen Mitgliedern der Tsilhqot'in (Chilcotin) in British Columbia und Weißen im Jahr 1864. Sie wurde durch den Bau einer Straße ausgelöst, die den Weg zu den Goldfeldern im Norden der Provinz und in den Nordwest-Territorien verkürzen sollte. Der Krieg kostete mindestens 25 Männer das Leben. Der bekannteste Anführer/Häuptling war hierbei Lhatŝ'aŝʔin („Wir kennen seinen Namen nicht“ bzw. „Niemand kennt ihn“, in historischen Dokumenten Klatsassin genannt). Der Name könnte ein Verweis darauf sein, dass „Lhatŝ'aŝʔin (Klatsassin)“ für die Tsilhqot'in (Chilcotin) zudem ein mächtiger Schamane (Medizinmann) („Heiliger Mann“) war, der neben dem Prestige des Anführers (Häuptlings) auch über große spirituelle und geistige Kraft und Macht verfügte. Viele Athabasken – wie die Tsilhqot'in (Chilcotin) – waren überzeugt, dass Häuptlinge zugleich meist über besondere spirituelle/geistige Kraft verfügten bzw. verfügen mussten, um die ihnen anvertraute verantwortliche Stellung gewissenhaft und gut für die Stammesmitglieder ausfüllen zu können. Jedoch wurde diesen Personen bei Ausbleiben von Jagd- und Kriegserfolgen, Seuchen, unerklärlichen Toden, ihre „Doppelfunktion“ als Anführer und „Schamane/Heiler“ oft zum Verhängnis und sie wurden nun als „Hexer“ und „Zauberer“ bezeichnet (und mussten die Gemeinschaft verlassen bzw. wurden sogar getötet).
Am 26. Oktober 1864 ließ Richter Matthew Baillie Begbie die fünf erst 1993 als Kriegsgefangene anerkannten Tsilhqot'in – Telloot, Klatsassin, Tah-pitt, Piele und Chessus –, die während der Verhandlungen inhaftiert worden waren, öffentlich hinrichten. Zwei weitere Indianer, Ahan [Kwutan] und Lutas, wurden am 18. Juli 1865 hingerichtet. Erst 1993 wurden sie als Kriegsgegner anerkannt.

## Vorgeschichte
Bereits 1836 hatte die Hudson’s Bay Company Fort Chilcotin unweit des Zusammenflusses von Chilcotin Chilco River errichtet. Doch bereits 1844 musste sie das Fort aufgeben und errichtete Fort Kluskus im Gebiet der Dene.
Mit dem Beginn des Fraser-Canyon-Goldrauschs zogen ab April 1858 insgesamt über 30.000 Goldsucher den Fraser aufwärts, vor allem aus Kalifornien. Sie kamen zunächst nach Victoria und suchten zum Teil auf eigene Faust einen Weg in die Goldregion. 1860 schloss sich der Cariboo-Goldrausch an, nachdem Gold am Williams Creek gefunden worden war. Im nächsten Jahr versuchte Captain Cavendish Venables eine Route für eine Straße von Bella Coola an der Küste nach Alexandria, in der Nähe der Cariboo-Goldfelder, ausfindig zu machen.

## Waddingtons Straßenbauprojekt
Am 24. Oktober 1861 beauftragten Alfred Waddington, Roderick Finlayson und William F. Tolmie von der Hudson’s Bay Company sechs Männer unter Führung von Robert Homfray, eine Route vom Bute Inlet nach Alexandria ausfindig zu machen. Doch die Gruppe kam nicht über den Homathko Canyon hinaus, wurde dort von Tsilhqot’in aufgefunden und gerettet. Die sieben Männer kehrten am 20. Dezember völlig ausgehungert und zerlumpt zurück.
Alfred Waddington, der das besagte Straßenbauprojekt privat betrieb, versprach sich davon eine Verkürzung des Landtransports von 359 auf 185 Meilen, bzw. von 37 Tagesreisen auf 22 Tage. Gouverneur James Douglas bevorzugte allerdings die Cariboo Wagon Road von Yale ins Cariboo-Gebiet (vgl. Cariboo-Goldrausch).
Waddingtons Bute Inlet Wagon Road folgte dem Tal des Homalco von der Mündung des Bute Inlet über den später nach ihm benannten Mount Waddington und von dort über das Chilcotin-Plateau. Von dort ging es weiter über den Bentinck Arm Trail am Puntzi Lake und an die Mündung des Quesnel River. Außerdem machte sich Waddington Hoffnungen, der Weg könnte einmal Trasse der transkontinentalen Eisenbahn werden.
Im März 1862 unterzeichneten Waddington und R. C. Moody, Commissioner of Lands and Works der Kolonie British Columbia, einen Vertrag, der Waddington den Bau einer Straße gestattete und ihm im Gegenzug die Erhebung von Nutzungsgebühren erlaubte. Zu dieser Zeit, am 12. März, schleppte ein Schiff aus Kalifornien, die Brother Jonathan die Pocken ein, die sich nach der Vertreibung der Indianer rasant bis nach Alaska ausbreitete (vgl. Pockenepidemie an der Pazifikküste Nordamerikas 1862).

## Exploration, Arbeitskräfte, Kontakte
In den folgenden Monaten zogen Männer aus verschiedenen Gründen in die Region des späteren Krieges, die nicht alle mit Waddingtons Projekt zu tun hatten. Unter ihnen waren ab April 1862 Alex McDonald und sein Partner William Manning, die bei Bendziny (Puntzi Lake oder Benshee Lake) im Gebiet der Tsilhqot’in lebten.
Am 16. Mai brachen Tiedeman und vier weitere Männer, unter ihnen ein Tom und vielleicht ein Harry, sowie ein Unbekannter und Henry McNeill, dazu drei Indianer von Victoria auf, um eine Straße nach Alexandria auszukundschaften. Sie erreichten die Gegend am 25. Juni, doch waren sie dem Tode nahe. Zuvor waren sie am 23. Mai an der Baustelle Waddingtons vorbeigekommen. Am 4. Juli brach Henry McNeill zur Rückkehr zum Bute Inlet auf, das er am 15. Juli erreichte.
Ebenfalls brachen am 25. Juni Herbert Spencer Palmer und zwei weitere Royal Engineers namens Breakenridge und Edwards von Victoria auf, um eine Karte der Strecke vom Bentinck Arm zu den Goldfeldern anzufertigen.
Bereits im Mai brachen 20 Goldsucher vom Bentinck Arm auf, von denen neun am 4. Juli Alexandria erreichten, unter ihnen Francis Poole. Sie ließen auf ihrem Weg zwei Brüder namens Linn, die Anzeichen von Pocken zeigten, bei Naukuluff [oder Nootlas] oberhalb des Tals von Bella Coola zurück, zwei weitere in einem Dorf der Tsilhqot’in am Chilcotin Lake. Die beiden schlossen sich einer Gruppe unter Führung von Pearson an, die 14 Tage später in der Region war.

## Baubeginn
Am 14. April 1863 kam die Enterprise mit 91 Straßenbauern und 19 Mulis am Ende des Bute Inlet. Waddington heuerte Tsilhqot’in-Packer an, unter ihnen Häuptling Tilagued, der auch Tellot oder Telloot genannt wurde. Bis zum November, bei Einbruch des Winters, entstanden 23 Meilen des Weges, einschließlich 66 Brücken. Nun kehrten Waddington und 70 seiner Männer zurück. Für das nächste Jahr hatten sie einen Mehlvorrat in einem Warenlager angelegt, das von Cushen, einem rund 25-jährigen Tsilhqot’in bewacht wurde.
Am 22. März konnten mit der Ankunft des Schoners F. P. Green und 16 Männern die Arbeiten fortgesetzt werden. Ebenfalls dabei war der Maler Frederick Whymper. Drei Wochen später waren 16 Packer angeworben, unter ihnen 14 Tsilhqot’in. Sie bauten ihr Lager unweit des Hauptlagers am Homathko-Canyon.
Um diese Zeit, am 2. April löste Frederick Seymour den erfahrenen Gouverneur in New Westminster, James Douglas ab. Arthur Kennedy wurde zugleich Gouverneur von Vancouver Island.

## Auslöser und Verlauf
Währenddessen verließ Klatsassins 15-jähriger Sohn Pierre (Biyil) am 20. April seine Familie und unterhielt sich lange mit Waddingtons indianischen Männern. Fünf Tage später fuhr sein Vater Richtung Homathko-Fähre, zusammen mit seinen drei Frauen, zwei Söhnen und zwei Töchtern, von denen er gerade eine von den Euclataws ausgelöst hatte. In seiner Begleitung reiste Cushen und ein Mann, den die Weißen „Scarface“ (Narbengesicht) nannten.
Am selben Tag schickte Waddington den Schoner Amelia nach Bella Coola, denn Alex McDonald und vier weitere Männer sollten sich mit Manning am Puntzi Lake treffen und von dort einen Weg Richtung Bute Inlet freischneiden. So sollten sie seiner Gruppe entgegenarbeiten, so dass man sich auf der Strecke treffen würde.
Doch am 29. April 1864 weigerte sich der Fährmann Timothy Smith, Klatsassins, Tallot und ihre Gefolgsleute, überzusetzen. Smith wurde erschossen und sein Leichnam in den Fluss geworfen. Das angrenzende Lager wurde geplündert. Der Vorarbeiter Brewster schickte um diese Zeit Inuqa-Jem, auch „Squinteye“ (Silberblick) genannt, Richtung Fähre. Er und Telloot trafen auf Klatsassins Leute rund zwei Stunden nach dem Tod Smiths. Sie waren mit Waren aus dem Fährlager bepackt. Silberblick erhielt zwei Decken und er musste Stillschweigen zusagen. Er erreichte am nächsten Tag wieder das Straßenbauerlager und berichtete von dem Vorfall, doch niemand schenkte ihm Glauben. Frederick Whymper verließ im Gegenteil das Lager Richtung Victoria.
Klatsassin und seine Leute bemalten sich und bereiteten sich mit Tanz und Gesang auf ihren Kriegszug vor.
Am nächsten Tag griffen die Männer das nahe gelegene Arbeiterlager an und töteten alle, bis auf Peterson Dane, Edwin Moseley und einen Mann namens Buckley. Darauf eilten die Männer rund 6 km weiter den Weg entlang und töteten William Brewster und drei seiner Männer. Schließlich töteten sie noch den Siedler William Manning vom Puntzi Lake, und drei Mitglieder eines Lastzuges am Anahim Lake, insgesamt 19 Männer. Offenbar wussten sie sehr genau, wer an dem Bauprojekt beteiligt war, und sie wollten dieses mit allen Mitteln verhindern.
Am 3. Mai erreichten drei Verletzte das Lager am Bute Inlet. Erst acht Tage später erreichte die Nachricht von dem Kriegsausbruch Victoria mit den drei Männern, die die Emily Harris dorthin gebracht hatte. Zwei Tage später, am Morgen des 13. Mai kam die Nachricht am Amtssitz des Gouverneurs der Provinz, in New Westminster an. Frederick Seymour war kaum einen Monat im Amt. Am nächsten Tag schickte er 28 Männer unter Führung von Chartres Brew zum Bute Inlet, unter ihnen Alfred Waddington und der Überlebende Edward Mosely. Sie fuhren mit der HMS Forward dorthin, konnten aber nicht bis zum Ort der Kämpfe vordringen. Um diese Zeit wurde der Siedler Manning am Puntzi Lake umgebracht.
Am 17. Mai brachen Alex McDonald, seine fünf Männer und 14 Mulis von Bella Coola auf. Am 23. Mai zog die Gruppe von Nooscults, bereits 25 km oberhalb von Bella Coola, dort wo die Familie Hamilton lebte, weiter. Sie trafen auf einen Packer namens McDougall und seine Indianerfrau Klymtedza aus Nagwuntl’u, dazu die englischen Goldsucher Higgins und Grant. Sie beschlossen, zusammen mit einem Tsilhqot'in namens Tom weiterzuziehen. Doch beschloss die Gruppe umzukehren, als sie von Klymtedza vor einem Angriff gewarnt wurde. Aber sie wurden bereits nach kaum fünf Meilen angegriffen und Higgins, McDougall, und McDonald wurden genauso getötet, wie Klymtedza. Nur einer der Angreifer kam ums Leben.
Am 20. Mai erreichte Brew mit seinen Leuten das Lager mit den Toten, doch mussten sie unverrichteter Dinge umkehren.
William George Cox, Gold Commissioner, führte am 8. Juni 50 Mann über Land, wurde jedoch gleichfalls zum Rückzug gezwungen. Abermals, diesmal per Schiff mit der HMS Sutlej, fuhren am 15. Juni 38 Mann und der Gouverneur selbst zu den Chilcotin vom Bentinck Arm des Dean Channel. Sie brachen am 20. Juni, von 30 Kriegern verstärkt, von Bella Coola aus auf. Zehn Tage später erreichten sie das Indianergebiet, doch hatten sie einen Mann bei einem Unfall verloren, 20 Indianer waren desertiert. Doch kamen sie am 7. Juli an und trafen auf Cox. Donald McLean, der eine Erkundungstruppe gegen Cox’ Befehl anführte, wurde erschossen. Daraufhin zog sich Cox’ Truppe nach Puntzi zurück.
Häuptling Alexis und ein Sklave des Klatsassine nahmen am 20. bzw. 22. Juli Verhandlungen mit dem Gouverneur und mit Cox auf, der ihnen Freundschaft zusagte. Am nächsten Tag kamen Klatsassine, Tallot und sechs weitere Männer ins Lager.

## Verhaftungen, Hinrichtungen
Sie wurden sofort verhaftet. Die Indianer fühlten sich verraten, doch sie wurden am 27. August nach Alexandria gebracht, von dort weiter nach Quesnel.
Fünf von ihnen, Telloot, Klatsassin, Tah-pitt, Piele und Chessus wurden am 28. und 29. September wegen Mordes angeklagt. Das Verfahren fand vor Richter Matthew Baillie Begbie in Quesnel statt, der für seine schnellen und harten Urteile berüchtigt war. Obwohl die Angeklagten erklärten, sie seien im Krieg, wurden sie wegen Mordes verurteilt und am 26. Oktober 1864 in Gegenwart von 250 Zeugen gehängt.
Doch damit war der Krieg offenbar noch nicht ganz zu Ende. Gouverneur Seymour beantwortete noch am 16. Dezember eine Petition der Siedler vom Williams Lake, die Angriffe der Tsilhqot’in fürchteten. Er entsandte eine kleine Truppe. Noch am 16. Februar 1865 erhielt Seymour einen Bericht, nach dem sich die Bewohner von Quesnel zu einer Truppe formiert hatten, da sie ähnliche Angriffe fürchteten.
Noch am 29. Mai wurden zwei Tsilhqot’in nach New Westminster deportiert. Es waren Ahan [Kwutan] und Lutas, die ein Mann namens Moss auf ihrem Weg nach Bella Coola getroffen hatten, um ihm eine Wiedergutmachung für die Kriegsopfer anzubieten. In einem dreistündigen Prozess wurden die beiden Männer am 3. Juli 1865 zum Tode verurteilt und am 18. Juli in New Westminster hingerichtet.

## Waddingtons Prozess, erste Deutungen
Die Kolonie hatte dem Bauvorhaben keinerlei Schutzmaßnahmen gewährt – die auch nicht beantragt worden waren –, daher verklagte Waddington die Kolonie auf 50.000 Dollar Schadensersatz. Gegen Mord, so die spitzfindige Argumentation der Regierung, gebe es aber keinen Schutz. Sie lehnte die Zahlung ab. Nur die Witwe von Donald McLean erhielt eine Rente von 100 Dollar pro Jahr – für die Dauer von fünf Jahren.
Waddington glaubte, die Angst vor einem erneuten Einschleppen der Pocken sei die Ursache für den Aufstand gewesen, die erst zwei Jahre zuvor zahllose Opfer gefordert hatte.
Frederick Whymper, der Waddingtons Männer als Künstler begleitete, nahm an, dass die Ausgabe von Gewehren an die Chilcotin in einer Zeit des Hungers ursächlich gewesen sei, und dass es sich nicht um Rache oder Raublust gehandelt habe. Möglicherweise gab es aber auch Streit innerhalb der Arbeitergruppe.

## Anerkennung als Kriegsgegner
1993 bereitete Richter Anthony Sarich einen Bericht über die Beziehungen zwischen dem Rechtssystem der Provinz und den Ureinwohnern vor. Entsprechend seiner Empfehlung entschuldigte sich der Attorney General dafür, dass die Häuptlinge und ihre Leute aufgehängt, und nicht als Kriegsgegner behandelt worden waren. Außerdem sorgte man dafür, dass ihre Gräber exhumiert und die Überreste angemessen beigesetzt wurden.